# Menashe Masiah
Menashe Masiah (Hebreeuws: מנשה משיח) (Tel Aviv, 2 november 1973) is een Israëlische voetbalscheidsrechter.
Masiah werd in 2009 een FIFA-scheidsrechter. Hij was scheidsrechter in de Europa League-campagnes van 2011/12 (waarin hij Anderlecht-Sturm Graz floot), 2012/13 en 2013/14. Hij floot ook in de kwalificatiewedstrijden voor het Europees kampioenschap voetbal 2012.

## Interlands
| Datum         | Plaats                    | Wedstrijd           | Uitslag | Competitie           | Kreeg geel | Kreeg voor de tweede keer geel en dus rood | Weggestuurd |
| ------------- | ------------------------- | ------------------- | ------- | -------------------- | ---------- | ------------------------------------------ | ----------- |
| 26 maart 2011 | Andorra la Vella, Andorra | Andorra – Slowakije | 0 – 1   | EK 2012 kwalificatie | 4          | 0                                          | 0           |

Laatste aanpassing op 17 oktober 2019